# Nadine Gersberg

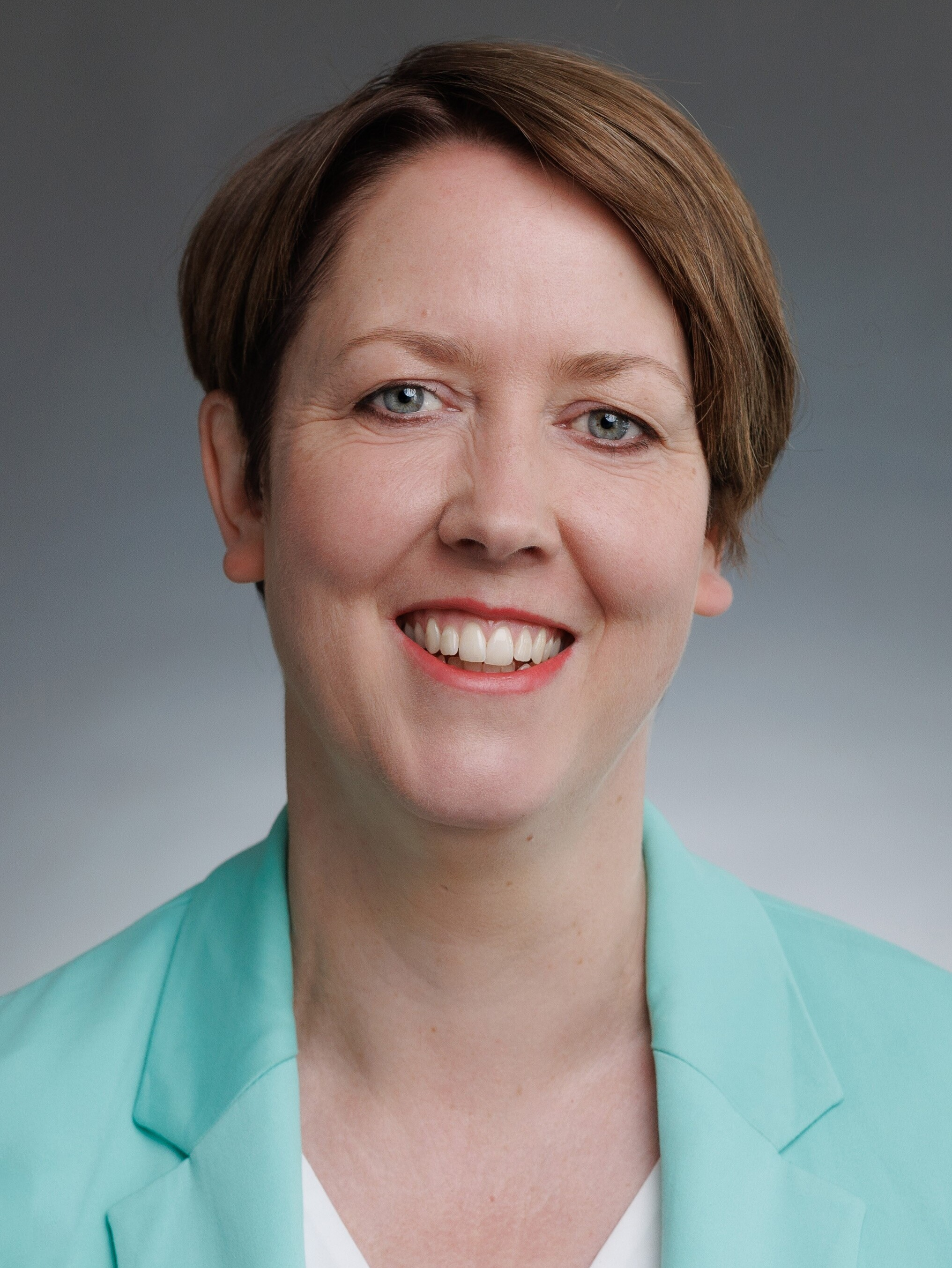
Nadine Gersberg, 2022

Nadine Gersberg (* 20. Juli 1977 in Wilhelmshaven) ist eine deutsche Politikerin (SPD). Sie ist seit 2019 Mitglied im Hessischen Landtag.
Nadine Gersberg absolvierte nach dem Abitur ein Studium der Sozialwissenschaften an der Georg-August-Universität Göttingen mit Abschuss als Diplom-Sozialwirtin 2003. Bis 2007 war sie weiterhin im Hochschulbereich tätig. Anschließend war sie für die SPD-Fraktion in der Stadtverordnetenversammlung von Offenbach am Main als Fraktionsassistentin und als Fraktionsgeschäftsführerin beschäftigt.
Bei der Landtagswahl in Hessen 2018 kandidierte Gersberg im Wahlkreis Offenbach-Stadt, verfehlte jedoch zunächst den Einzug in den Landtag. Am 4. September 2019 rückte sie für Thorsten Schäfer-Gümbel in den Hessischen Landtag nach. Bei der Landtagswahl 2023 zog sie erneut über die Liste in den Landtag ein.
Gersberg trat 2002 in die SPD ein. Sie gehört dem Bundesvorstand der Arbeitsgemeinschaft sozialdemokratischer Frauen (AsF) an.